# 吳偉豪
- 關於台灣饒舌團體、藝人組合Asiaboy禁藥王 & Lizi栗子的成員Lizi栗子，本名亦為吳偉豪，請見「Asiaboy禁藥王 & Lizi栗子」。

吳偉豪（英語：Ricco Ng Wai Ho，1998年6月20日—），香港男演員及主持，現為無綫電視經理人合約藝員，於《萬千星輝頒獎典禮2022》獲得「飛躍進步男藝員」獎。

## 簡歷
吳偉豪從小於港島區長大，早年就讀港島中學，在校期間加入過不同校隊，涉獵多項運動，且曾代表校方和香港青年協會參加公開賽。他小時候經常與家人觀賞周星馳的喜劇電影及外國電影，並參與討論而漸對演戲產生興趣，亦想學習更多關於戲劇的東西，希望長大後可以在娛樂圈發展。直至2015年6月，他與二哥接受父親提議，在其鼓勵下一同報名投考第28期無綫電視藝員訓練班。雖然兩人均獲取錄，但恰巧那時二哥付了大學學費，所以放棄這個機會；自己又樂於當演員，認為及早投身演藝界學習較實際，故此選擇不繼續升學而完成藝訓班課程，畢業後成為無綫電視經理人合約藝員。
2016年，吳偉豪因在處境劇《愛·回家之八時入席》飾演「林禾（禾仔）」一角而開始為觀眾認識。2017年起，他參演另一套處境劇集《愛·回家之開心速遞》，飾演「朱凌凌」一角亦受到觀眾注目；2018年於兩個全民投票網上電視界頒獎典禮獲提名，分別為《觀眾在民間電視大奬2018》「民選最佳戲劇拍檔（與周嘉洛、馮奕森及焦浩軒）」及《2018香港電視大獎》「新人獎」。2019年，他再憑該角色入圍《萬千星輝頒獎典禮2019》「最受歡迎電視男角色」及「最佳男配角」，並與周嘉洛入圍「最受歡迎電視拍檔」；後於2020年及2021年入圍《萬千星輝頒獎典禮》「飛躍進步男藝員」。2022年7月，他在慶祝香港回歸25年的劇集《回歸》飾演「區家謙」一角。同年年尾，他憑《愛·回家之開心速遞》及《回歸》於《萬千星輝頒獎典禮2022》獲得「飛躍進步男藝員」獎，並憑《回歸》入圍「最佳男配角」最後五強。

## 感情生活
2020年10月，吳偉豪被傳媒報道與一名比他年長十年的女性Charlotte交往，後來回覆時承認戀情卻不願多談。2021年3月，他再與無綫電視女藝員何泳芍傳出緋聞。

## 家族
吳偉豪父母是退休公務員，父親吳大強（Bill Ng）生於1951年，共有四名兒子，吳偉豪排行第三，長兄吳偉諾香港消防處消防隊長，二兄吳偉言為飛機師，弟弟吳偉傑則是模特兒。2022年8月，四兄弟曾與父親參加無綫電視遊戲節目《思家大戰》。
吳大強於2023年以71歲之齡參加無綫電視音樂選秀節目《中年好聲音》，為該節目最年長的參賽者，以擅唱英文歌見稱，最終成為第六名。比賽期間簽約成為無綫電視藝員。

## 事件

### 不雅影片外泄
2021年5月1日，網上流傳一段疑似吳偉豪的12秒沐浴影片，片中男子除了赤裸洗澡，還用右手自慰，更向鏡頭展露笑容，無論五官和身體特徵都與其本人十分吻合。影片曝光後緋聞女友何泳芍為此事與吳偉豪割蓆，而他亦即時到葵涌警署報案求助。此事使他缺席劇集《愛·回家之開心速遞》5月5日的宣傳活動，並一度停止劇集拍攝工作，復工後仍未公開交代；直至6月18日出席電視城活動期間才向記者承認自己是當事人。

## 演出作品

### 電視劇
| 首播       | 節目名             | 角色             |
| ---------- | ------------------ | ---------------- |
| 2015年     | 愛·回家            | 伴郎             |
| 2015年     | 愛·回家            | 利樂童同學       |
| 2016年     | 愛·回家之八時入席  | 林禾             |
| 2016年     | 火線下的江湖大佬   | 古惑仔           |
| 2016年     | 廉政行動2016       | 伴郎             |
| 2016年     | 純熟意外           | 衙差             |
| 2016年     | 純熟意外           | 小混混           |
| 2016年     | 完美叛侶           | 街頭表演者       |
| 2016年     | 超能老豆           | 籃球隊隊員       |
| 2016年     | 一屋老友記         | 年青寶歡         |
| 2016年     | 城寨英雄           | 城寨街坊         |
| 2016年     | 律政強人           | Hugo             |
| 2016年     | 巨輪II             | 手下             |
| 2016年     | 來自喵喵星的妳     | 西裝人士         |
| 2016年     | 幕後玩家           | 刑事警察         |
| 2017年至今 | 愛·回家之開心速遞  | 朱凌凌           |
| 2017年至今 | 愛·回家之開心速遞  | 少年朱展（分飾） |
| 2017年至今 | 愛·回家之開心速遞  | Bill之子（分飾） |
| 2017年     | 味想天開           | 街坊             |
| 2017年     | 財神駕到           | 舞會賓客         |
| 2017年     | 親親我好媽         | 宣傳員           |
| 2017年     | 迷                 | 助導             |
| 2017年     | 與諜同謀           | 酒保             |
| 2017年     | 我瞞結婚了         | 小情侶           |
| 2017年     | 全職沒女           | 伴郎             |
| 2017年     | 全職沒女           | 宅男             |
| 2017年     | 同盟               | 越虎幫殺手       |
| 2017年     | 同盟               | 滋事份子         |
| 2017年     | 踩過界             | 蒲客             |
| 2017年     | 超時空男臣         | 蒲客             |
| 2017年     | 雜警奇兵           | 古惑仔           |
| 2017年     | 老表，畢業喇！     | 體育老師         |
| 2017年     | 誇世代             | 古惑仔           |
| 2018年     | 三個女人一個「因」 | 面試生           |
| 2018年     | 翻生武林           | 曲洋             |
| 2018年     | 跳躍生命線         | 觀浪青年         |
| 2018年     | 是咁的，法官閣下   | 李建澤           |
| 2018年     | 大帥哥             | 學生             |
| 2019年     | 白色強人           | 大學生           |
| 2019年     | 街坊財爺           | 男人             |
| 2020年     | 十八年後的終極告白 | 職員             |
| 2020年     | 堅離地愛堅離地     | 魔鬼之子         |
| 2022年     | 回歸               | 區家謙           |
| 2022年     | 有種好男人         | 苗成林（Woody）  |
| 2023年     | 你好，我的大夫     | 路遠志（Gicci）  |
| 2024年     | 飛常日誌           | 關宇安           |
| 未播映     | 非常檢控觀         | 展熊飛           |
| 未播映     | 非份之罪           |                  |
| 未播映     | 武林               | 王羲之           |

| 首播   | 節目名        | 角色           |
| ------ | ------------- | -------------- |
| 2022年 | 飛虎3壯志英雄 | 展博文（年青） |

### 主持節目（TVB）
| 首播   | 節目名                     | 備註                                 |
| ------ | -------------------------- | ------------------------------------ |
| 2021年 | 2021年度香港小姐競選準決賽 | 與錢嘉樂、周嘉洛、丁子朗及黃庭鋒合作 |

### 綜藝節目（TVB）
| 首播   | 節目名               | 備註                                   |
| ------ | -------------------- | -------------------------------------- |
| 2015年 | 超強選擇1分鐘        | 打氣團成員                             |
| 2016年 | Sunday好戲王         | 生力軍成員                             |
| 2018年 | 旺財狗年花車巡遊匯演 | 主持（與安德尊、傅嘉莉、余德丞及思霆） |
| 2018年 | 萬千星輝賀台慶2018   | 演出                                   |
| 2023年 | 中年好聲音紅白大戰   | 演出                                   |
| 2023年 | 獎門人中秋感謝祭     | 演出                                   |
| 2023年 | 善心滿載仁愛堂       | 演出                                   |
| 2023年 | 萬千星輝賀台慶       | 演出                                   |

### 廣告
| 年份   | 產品內容 |
| ------ | --- |
| 2018年 | 荷柏瑞（香港）「增重增肌粉-H&B吳偉豪之一個月練成小鮮肉？」                                                                     |
| 2018年 | 荷柏瑞（香港）「GrenadaCarbKilla蛋白棒-H&B吳偉豪排骨仔變小鮮肉？」                                                             |
| 2018年 | 美國哥倫比亞運動服裝公司（香港）「三合一互換羽絨外套-遮風擋雨除咗有種愛‧‧‧仲有一件褸？」                                       |
| 2019年 | 麥提莎（香港）「『新年至輕恭喜易』有獎問答遊戲-新一年睇輕啲係趣啲」                                                            |
| 2019年 | 7-Eleven（香港）「7-SIGNATURE點心系列-用心·簡單·滋味」                                                                         |
| 2019年 | 碧歐泉（香港）「温泉強效醒膚保濕液、温泉強效冰感保濕啫喱-BIOTHERM×周嘉洛（KalokChow）吳偉豪（RiccoNg）巴打夏日油皮冰感測試！」 |
| 2023年 | 港鐵廣深港高速鐵路香港段 |

## 音樂作品

### 歌曲
- 2016年：《乘風》（Amazing Summer 主題曲）
- 2019年：《開心速遞》（《愛·回家之開心速遞》主題曲）

### 曾參與演唱會
- 2021年：《胡楓約你開心派對2021》演唱會 - 演出嘉賓

## 曾獲獎項與提名
| 年份   | 頒獎單位               | 獎項               | 作品                                                                | 結果                         |
| ------ | ---------------------- | ------------------ | ------------------------------------------------------------------- | ---------------------------- |
| 2018年 | 觀眾在民間電視大奬2018 | 民選最佳戲劇拍檔   | 《愛·回家之開心速遞》                                               | 與周嘉洛、馮奕森、焦浩軒提名 |
| 2018年 | 2018香港電視大獎       | 新人獎             | 《愛·回家之開心速遞》                                               | 提名                         |
| 2019年 | 萬千星輝頒獎典禮2019   | 最受歡迎電視男角色 | 《愛·回家之開心速遞》                                               | 提名                         |
| 2019年 | 萬千星輝頒獎典禮2019   | 最佳男配角         | 《愛·回家之開心速遞》                                               | 提名                         |
| 2019年 | 萬千星輝頒獎典禮2019   | 最受歡迎電視拍檔   | 《愛·回家之開心速遞》                                               | 與周嘉洛提名                 |
| 2020年 | 萬千星輝頒獎典禮2020   | 飛躍進步男藝員     | 《愛·回家之開心速遞》                                               | 提名                         |
| 2021年 | 萬千星輝頒獎典禮2021   | 飛躍進步男藝員     | 《愛·回家之開心速遞》、《堅離地愛堅離地》、《2021年度香港小姐競選》 | 最後十強                     |
| 2022年 | 萬千星輝頒獎典禮2022   | 飛躍進步男藝員     | 《愛·回家之開心速遞》、《回歸》                                     | 獲獎                         |
| 2022年 | 萬千星輝頒獎典禮2022   | 最受歡迎電視男角色 | 《回歸》                                                            | 提名                         |
| 2022年 | 萬千星輝頒獎典禮2022   | 最佳男配角         | 《回歸》                                                            | 最後五強                     |
| 2022年 | 萬千星輝頒獎典禮2022   | 最受歡迎電視拍檔   | 《愛·回家之開心速遞》                                               | 與陳浚霆、焦浩軒入圍最後十強 |
| 2022年 | 萬千星輝頒獎典禮2022   | 最受歡迎電視拍檔   | 《回歸》                                                            | 與周嘉洛、戴祖儀、游嘉欣提名 |
| 2023年 | 萬千星輝頒獎典禮2023   | 最佳男主角         | 《有種好男人》                                                      | 提名                         |
| 2023年 | 萬千星輝頒獎典禮2023   | 最佳男配角         | 《你好，我的大夫》                                                  | 最後十強                     |

## 外部連結
- 吳偉豪的新浪微博
- Ricco Ng的Facebook專頁
- Ricco Ng 吳偉豪的Facebook專頁
- 吳偉豪的Instagram帳戶